# 김소은 (육상 선수)
김소은(2003년~)은 대한민국의 단거리 육상 선수로 소속팀은 가평군청이다. 쌍둥이 언니 김다은 (육상 선수)도 육상 선수다.